# Yue Xin
Yue Xin ( kinesiska: 岳昕), född cirka 1996, är en kinesisk studentaktivist som försvann den 23 augusti 2018, efter att hon deltog i en arbetskonflikt vid Jasic Technology plant.
Hon var marxist och feminist och var känd för sitt fackliga engagemang och förespråkande av kvinnors rättigheter.

## Aktivism
I januari 2018 började Me Too-rörelsen bli populär inom kinesiska akademiska kretsar. Yue Xin var då student vid Pekinguniversitetet. I april 2018 organiserade hon en kampanj mot Pekinguniversitetets mörkläggning av anklagelser om våldtäkt och sexuella övergrepp, som ledde till att en kvinnlig student tog sitt liv.
Senare samma år anslöt hon sig till strejkande arbetare vid Jasic Technologys fabrik i Shenzhen och blev en ledande medlem i Jasic Workers Solidarity Group.

## Försvinnande
Den 24 augusti 2018 greps Yue Xin av polis. Det sista livstecknet från henne är från januari 2019, när Guangdongpolisen släppte en video där hon erkänner olika brott och fördömer sin egen aktivism. Sedan dess har hon varit försvunnen.